# Stagecoach Group
Stagecoach Group plc è un gruppo multinazionale del settore trasporti che gestisce autobus, treni, tram, pullman espressi e traghetti. Il gruppo è stato fondato nel 1980 dall'attuale presidente, Brian Souter, sua sorella Ann Gloag e l'ex marito di questa Robin Gloag. Il gruppo ha sede a Perth, in Scozia, ed è presente nel Regno Unito e nell'America del Nord.
Con il 16% del mercato degli autobus, il 25% del mercato ferroviario (compresa una partecipazione del 49% nel Virgin Rail Group) e i servizi di metropolitana leggera di Sheffield, la società è il secondo più grande gruppo di trasporto nel Regno Unito, preceduto solo dalla FirstGroup. Stagecoach gestisce circa 8100 veicoli e copre oltre 90 grandi città nel Regno Unito, trasportando circa 2,5 milioni di passeggeri al giorno. Solo il settore "Stagecoach UK Bus", inoltre, impiega circa 18000 persone.
Nel Nord America, Stagecoach è proprietaria dei marchi Coach USA e Coach Canada.
Le operazioni in Australia, Hong Kong, Kenya, Malawi, Nuova Zelanda, Portogallo e Svezia della società sono state vendute. La società è quotata alla Borsa di Londra, dove è un costituente dell'indice FTSE 250.

## Storia

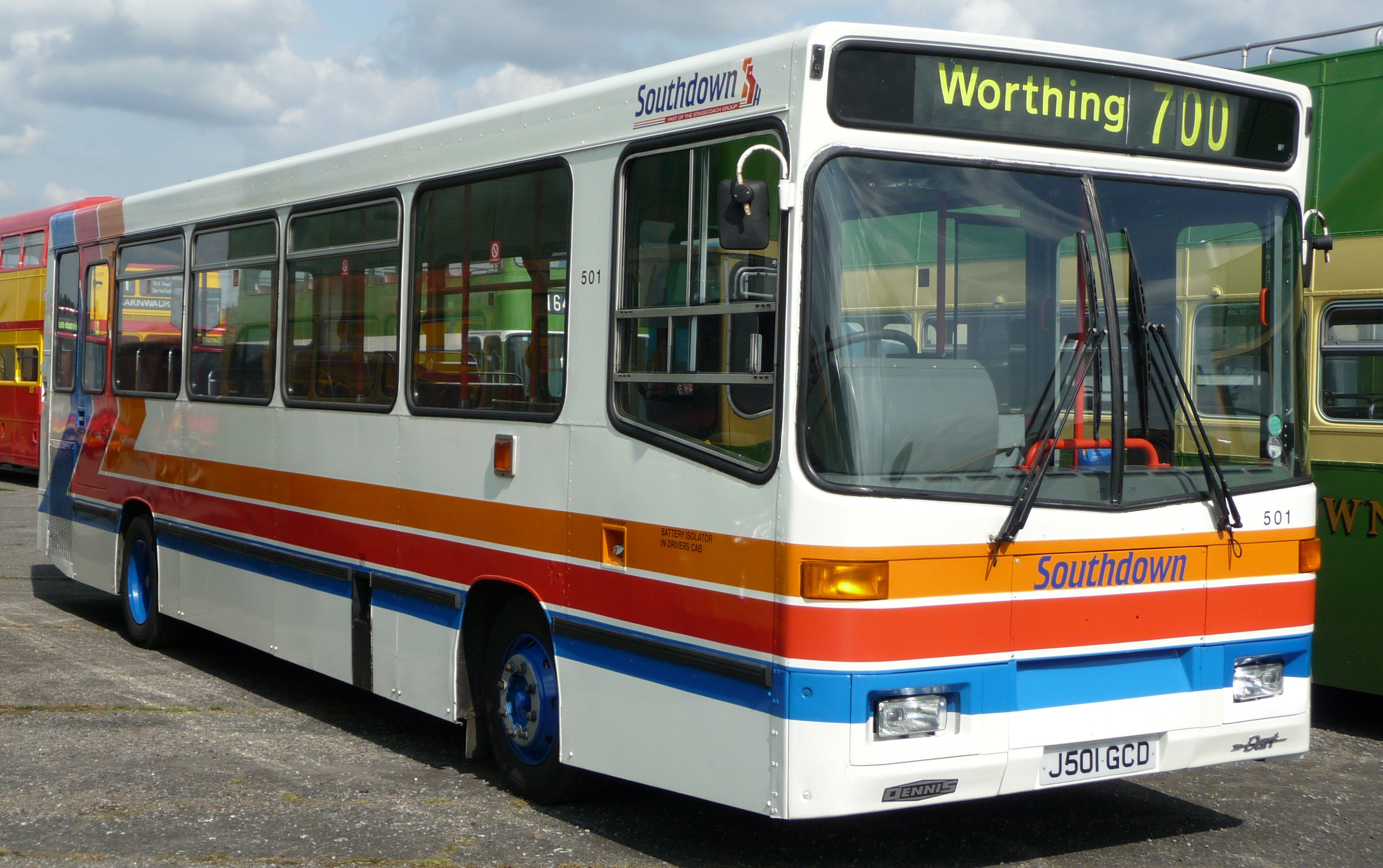
Stagecoach South: Dennis Dart con la vecchia livrea

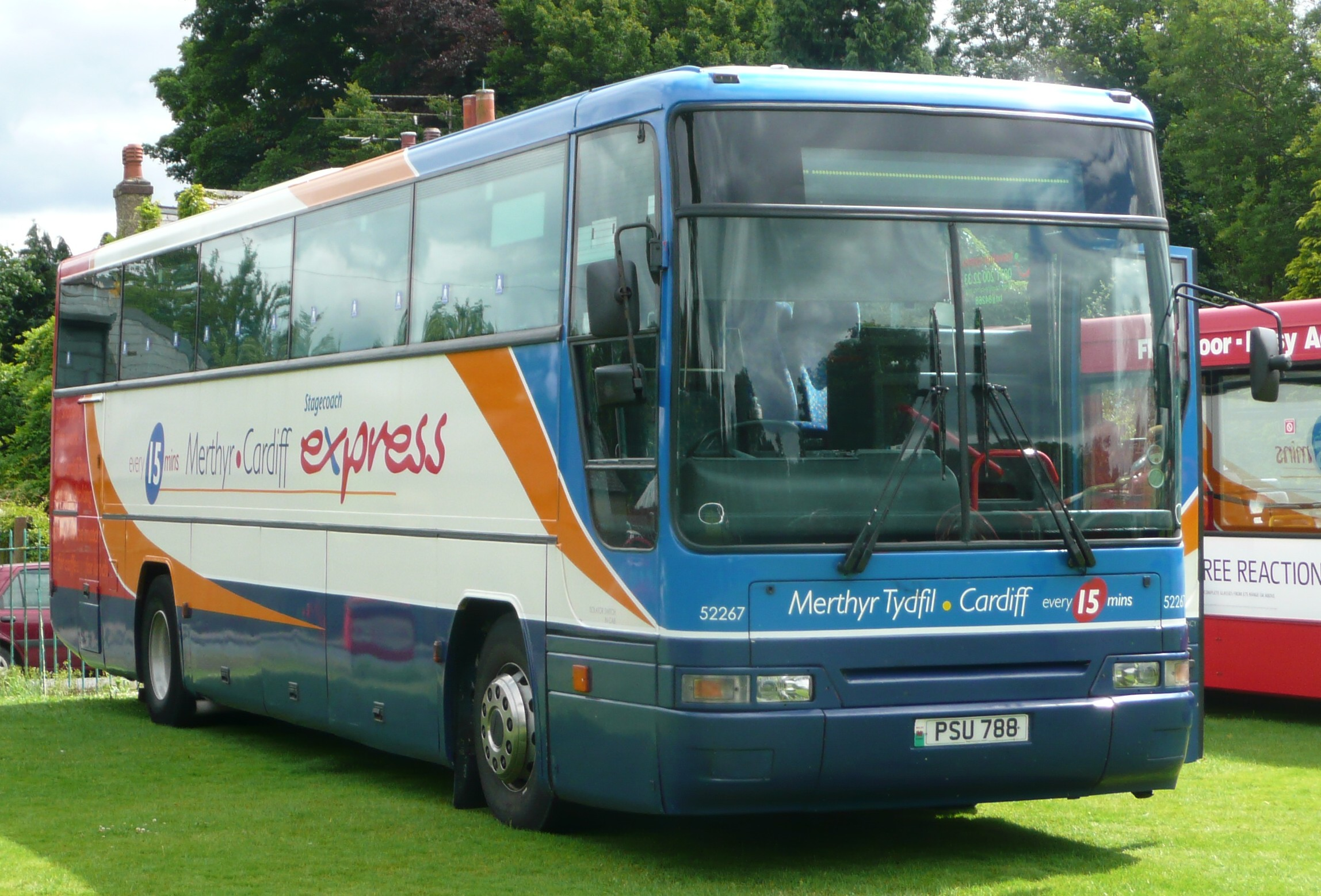
Stagecoach South Wales: Volvo B10M nel luglio del 2008

Stagecoach nasce dalla liberalizzazione del mercato dei trasporti pubblici britannici nei primi anni ottanta, anche se le sue radici si possono far risalire al 1976, quando Ann Gloag e suo marito Robin hanno istituito una piccola compagnia di noleggio autocaravan e minibus, chiamata Gloagtrotter. Quando il fratello della fondatrice Ann, Brian Souter, ragioniere, incomincia a collaborare, questa attività subisce un ampliamento e entra nel campo di noleggio di autobus. Robin Gloag, nel 1982, cede la sua partecipazione nella società e cessa qualsiasi coinvolgimento, a seguito del crollo del suo matrimonio con Ann.
Il Transport Act del 1980, che ha liberalizzato i servizi espressi di 35 miglia e oltre dalla rigida regolamentazione da parte del Commissario del Traffico a cui erano sottoposte le compagnie di trasporto, ha portato nuove opportunità per l'azienda di Perth e, così, nuovi servizi sono stati lanciati da Dundee a Londra usando pullman Neoplan di seconda mano. In questo periodo, l'azienda continuava a essere una piccola azienda a conduzione familiare e i proprietari non si limitavano all'amministrazione di questa; infatti, Brian Souter era anche autista del pullman mentre Ann Gloag preparava panini e snack per i passeggeri.
Essendo riuscita a competer con successo contro l'allora statale National Express e Scottish Citylink, l'azienda è cresciuta in modo significativo tra il 1981 e il 1985, anno in cui Stagecoach s'inserisce nella gestione di autobus locali con l'acquisizione del McLennan of Spittalfield, vicino a Perth. Il suo successo iniziale ha permesso alla Stagecoach di sfruttare la privatizzazione dei gruppi di bus nazionali: diverse aziende sono stati acquistate da azienda statali, quali National Bus Company, Scottish Bus Group, London Buses e da vari consigli locali. La società ha consolidato le sue operazioni nel corso degli anni novanta con l'acquisto delle ex NBC e SBG, compagnie di autobus che erano stati acquistati mediante il 
"management buyout" da dirigenti e dipendenti quando privatizzate. Stagecoach ha lasciato il mercato degli autobus espressi a lunga distanza, nel 1988, quando ha venduto le sue operazioni alla National Express.
Durante la privatizzazione di British Rail, la Porterbrook era diventata uno delle tre compagnie inglesi del settore meccanico, operante nella progettazione e costruzione di treni, che possedevano circa un terzo delle locomotive passeggeri, delle unità multiple e dei pullman usati in precedenza dalle compagnie nazionali e, da quel periodo, affittati a diversi operatori ferroviari. La Porterbrook è stata venduta mediante "management buyout", prima di essere acquistata da Stagecoach nell'agosto del 1996. Nell'aprile del 2000, Stagecoach ha venduto la Porterbrook alla Abbey National per £773 milioni.
Nel 1997, Stagecoach ha vinto la concessione per gestire il sistema "Sheffield Supertram" dal "South Yorkshire Passenger Transport Executive", che gestiva il sistema in precedenza. Stagecoach acquista, inoltre, i rimanenti 27 anni di un franchising trentennale (che scadrà, dunque, nel 2024) ed effettua l'attività con il marchio "Stagecoach Supertram", che ha la responsabilità per il funzionamento e la manutenzione del sistema tranviario. Quando Stagecoach ha acquisito questo sistema, si stava lottando, sia finanziariamente che in termini di attrazione dei passeggeri, ma, ora, questa un'attività estremamente popolare e di successo.

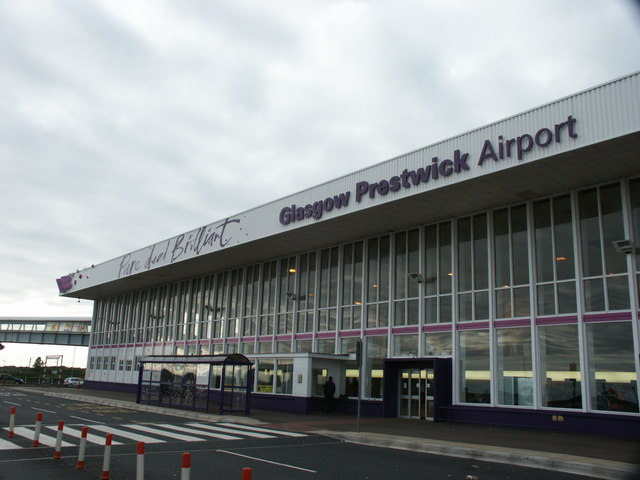
Aeroporto internazionale di Prestwick nel 2005

Stagecoach ha preso un'altra svolta nel 1998, quando ha acquistato l'aeroporto di Prestwick in Scozia per £41 milioni. Entro l'estate del 1999, si è detto che alla società era stata offerta la cifra di £80 milioni per Prestwick; l'aeroporto è stato venduto, nel gennaio 2001, per concentrarsi sul trasporto di superficie.
Nel settembre 2005, a seguito alla concorrenza nel campo dei pullman espressi in Scozia, la Stagecoach ha avviato una joint venture tra la controllata "Megabus" e la Scottish Citylink. Tuttavia, dopo un'inchiesta, nell'ottobre 2006 Stagecoach è stato incaricato di vendere alcuni dei servizi espressi scozzesi.
Il 21 novembre 2005 Stagecoach ha annunciato la vendita delle sue operazioni in Nuova Zelanda alla Infratil per NZ$250.5m (€120 milioni).
Il 14 dicembre 2005, Stagecoach Group acquista la Traction Group della città di Barnsley per £26 milioni, assumendo, tuttavia, il debito di £11 milioni di questa compagnia. La Traction era la più grande indipendente compagnia di proprietà privata di trasporto viario del Regno Unito e operava, con 840 autobus, nelle contee del South e West Yorkshire (con le compagnie "Yorkshire Traction", "Barnsley & District" e "Yorkshire Terrier"), del Lincolnshire ("RoadCar") e dell'Angus  ("Strathtay Scottish").
A seguito della cessione delle sue operazioni degli autobus di Londra alla Macquarie Bank, nel 2006, Stagecoach UK Bus si è concentrata sul mercato degli autobus al di fuori della capitale britannica, concentrandosi sulla crescita organica ed esplorando le opzioni di acquisizione: solo quattro anni dopo, l'azienda riacquista le divisioni East London e Selkent, ossia gli ex-servizi degli autobus di Stagecoach London.

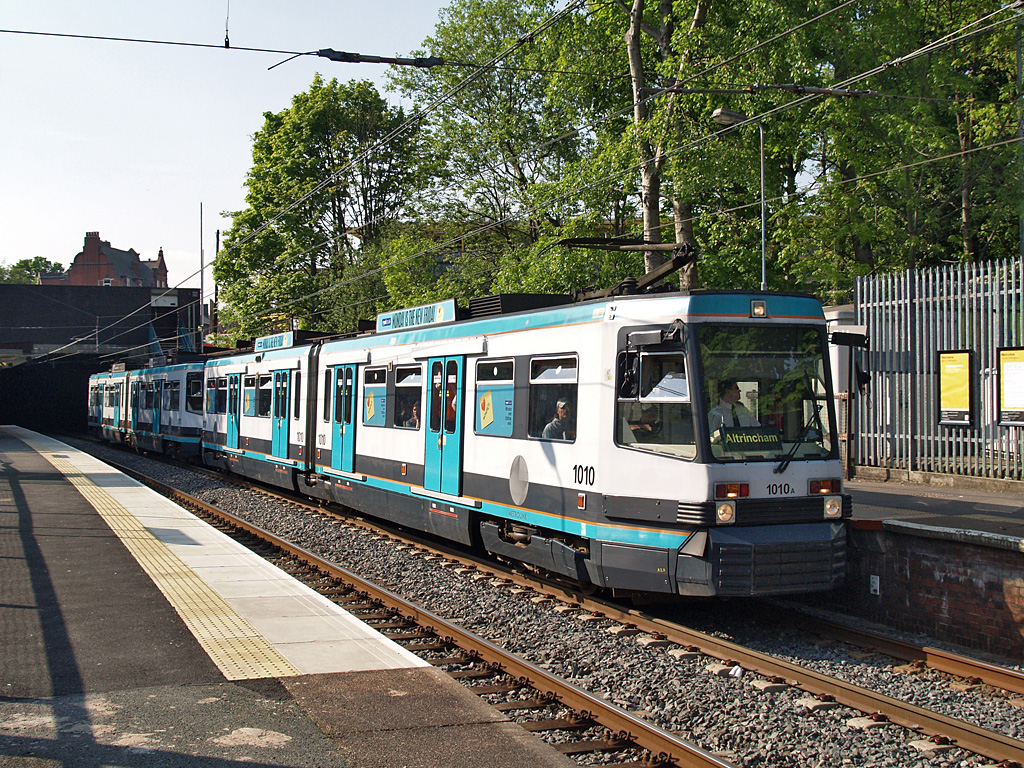
Metrolink di Manchester: tram T-68 presso la stazione di Whitefield

Nel luglio 2007 Stagecoach avvia il funzionamento della rete tranviaria di Manchester (vendendo tuttavia, nel 2011, la propria concessione alla RATP, a cinque anni, cioè, dalla scadenza del contratto decennale per la gestione della rete) e nel gennaio 2009 compra la Preston Bus, un ex-rivale nella contea del Lancashire (che, tuttavia, sarà costretta a vendere nel novembre 2009, quando la Comco ha ordinato la vendira della Preston Bus dopo che aveva pregiudicato la concorrenza nel settore).
Nel dicembre 2013 Stagecoach acquista la società di King's Lynn, la Norfolk Green per quasi 10 milioni di sterline.
Stagecoach è attiva anche nel settore ferroviario, in quanto controlla l'azienda South West Trains e con ha una partecipazione del 49% nella Virgin Rail Group. Nel 2007 la società vince il diritto di assumere il franchising delle vecchie aziende Central Trains e Midland Mainline, creando la nuova azienda East Midlands Trains.

## Operazioni

### Personalità chiave
Stagecoach Group plc è quotata alla Borsa di Londra, anche se il presidente della società, Brian Souter, e sua sorella, Ann Gloag, sono i maggiori azionisti con un combinato 25,9% di partecipazione ad aprile 2013. La signora Gloag, tuttavia, non ha più un ruolo esecutivo all'interno della società.
La partecipazione del 46,8% di Souter e Gloag nell'azienda produttrice di autobus Alexander Dennis, o il fondo precedentemente di proprietà di Souter nella società ScotAirways non sono collegate al Gruppo Stagecoach.

### Struttura del gruppo
Struttura del gruppo (al settembre 2011)
|                                                         |                                                         |                                                         |                                                         |                                                         |                                                         |  |  |                          |                          |                          |                          |                          |                          |        |        |                         |                         |                         |                         |                         |                         |  |  |                                               |                                               |                                               |                                               |                                               |                                               |  |  | Stagecoach Group          |                           |                           |                           |                           |                           |                                     |                                     |                                     |                                     |                                     |                                     |                 |                 |                 |                 |                      |                      |                      |                      |                      |                      |  |  |  |  |  |  |  |  |  |  |  |  |  |  |  |  |  |  |  |  |  |  |
|                                                         |                                                         |                                                         |                                                         |                                                         |                                                         |  |  |                          |                          |                          |                          |                          |                          |        |        |                         |                         |                         |                         |                         |                         |  |  |                                               |                                               |                                               |                                               |                                               |                                               |  |  |                           |                           |                           |                           |                           |                           |                                     |                                     |                                     |                                     |                                     |                                     |                 |                 |                 |                 |                      |                      |                      |                      |                      |                      |  |  |  |  |  |  |  |  |  |  |  |  |  |  |  |  |  |  |  |  |  |  |
|                                                         |                                                         |                                                         |                                                         |                                                         |                                                         |  |  |                          |                          |                          |                          |                          |                          |        |        |                         |                         |                         |                         |                         |                         |  |  |                                               |                                               |                                               |                                               |                                               |                                               |  |  |                           |                           |                           |                           |                           |                           |                                     |                                     |                                     |                                     |                                     |                                     |                 |                 |                 |                 |                      |                      |                      |                      |                      |                      |  |  |  |  |  |  |  |  |  |  |  |  |  |  |  |  |  |  |  |  |  |  |
|                                                         |                                                         |                                                         |                                                         |                                                         |                                                         |  |  |                          |                          | UK Bus                   | UK Bus                   | UK Bus                   | UK Bus                   | UK Bus | UK Bus |                         |                         |                         |                         |                         |                         |  |  | North America                                 | North America                                 | North America                                 | North America                                 | North America                                 | North America                                 |  |  | National Transport Tokens | National Transport Tokens | National Transport Tokens | National Transport Tokens | National Transport Tokens | National Transport Tokens |                                     |                                     |                                     |                                     | Rail Operations                     | Rail Operations                     | Rail Operations | Rail Operations | Rail Operations | Rail Operations |                      |                      |                      |                      |                      |                      |  |  |  |  |  |  |  |  |  |  |  |  |  |  |  |  |  |  |  |  |  |  |
|                                                         |                                                         |                                                         |                                                         |                                                         |                                                         |  |  |                          |                          | UK Bus                   | UK Bus                   | UK Bus                   | UK Bus                   | UK Bus | UK Bus |                         |                         |                         |                         |                         |                         |  |  | North America                                 | North America                                 | North America                                 | North America                                 | North America                                 | North America                                 |  |  | National Transport Tokens | National Transport Tokens | National Transport Tokens | National Transport Tokens | National Transport Tokens | National Transport Tokens |                                     |                                     |                                     |                                     | Rail Operations                     | Rail Operations                     | Rail Operations | Rail Operations | Rail Operations | Rail Operations |                      |                      |                      |                      |                      |                      |  |  |  |  |  |  |  |  |  |  |  |  |  |  |  |  |  |  |  |  |  |  |
|                                                         |                                                         |                                                         |                                                         |                                                         |                                                         |  |  |                          |                          |                          |                          |                          |                          |        |        |                         |                         |                         |                         |                         |                         |  |  |                                               |                                               |                                               |                                               |                                               |                                               |  |  |                           |                           |                           |                           |                           |                           |                                     |                                     |                                     |                                     |                                     |                                     |                 |                 |                 |                 |                      |                      |                      |                      |                      |                      |  |  |  |  |  |  |  |  |  |  |  |  |  |  |  |  |  |  |  |  |  |  |
| Stagecoach East Scotland (incluso Stagecoach Strathtay) | Stagecoach East Scotland (incluso Stagecoach Strathtay) | Stagecoach East Scotland (incluso Stagecoach Strathtay) | Stagecoach East Scotland (incluso Stagecoach Strathtay) | Stagecoach East Scotland (incluso Stagecoach Strathtay) | Stagecoach East Scotland (incluso Stagecoach Strathtay) |  |  | Stagecoach West Scotland | Stagecoach West Scotland | Stagecoach West Scotland | Stagecoach West Scotland | Stagecoach West Scotland | Stagecoach West Scotland |        |        | Stagecoach North East   | Stagecoach North East   | Stagecoach North East   | Stagecoach North East   | Stagecoach North East   | Stagecoach North East   |  |  | Stagecoach North West & Stagecoach Merseyside | Stagecoach North West & Stagecoach Merseyside | Stagecoach North West & Stagecoach Merseyside | Stagecoach North West & Stagecoach Merseyside | Stagecoach North West & Stagecoach Merseyside | Stagecoach North West & Stagecoach Merseyside |  |  |                           |                           |                           |                           |                           |                           | Virgin Rail Virgin Rail Group (49%) | Virgin Rail Virgin Rail Group (49%) | Virgin Rail Virgin Rail Group (49%) | Virgin Rail Virgin Rail Group (49%) | Virgin Rail Virgin Rail Group (49%) | Virgin Rail Virgin Rail Group (49%) |                 |                 |                 |                 | East Midlands Trains | East Midlands Trains | East Midlands Trains | East Midlands Trains | East Midlands Trains | East Midlands Trains |  |  |  |  |  |  |  |  |  |  |  |  |  |  |  |  |  |  |  |  |  |  |
| Stagecoach East Scotland (incluso Stagecoach Strathtay) | Stagecoach East Scotland (incluso Stagecoach Strathtay) | Stagecoach East Scotland (incluso Stagecoach Strathtay) | Stagecoach East Scotland (incluso Stagecoach Strathtay) | Stagecoach East Scotland (incluso Stagecoach Strathtay) | Stagecoach East Scotland (incluso Stagecoach Strathtay) |  |  | Stagecoach West Scotland | Stagecoach West Scotland | Stagecoach West Scotland | Stagecoach West Scotland | Stagecoach West Scotland | Stagecoach West Scotland |        |        | Stagecoach North East   | Stagecoach North East   | Stagecoach North East   | Stagecoach North East   | Stagecoach North East   | Stagecoach North East   |  |  | Stagecoach North West & Stagecoach Merseyside | Stagecoach North West & Stagecoach Merseyside | Stagecoach North West & Stagecoach Merseyside | Stagecoach North West & Stagecoach Merseyside | Stagecoach North West & Stagecoach Merseyside | Stagecoach North West & Stagecoach Merseyside |  |  |                           |                           |                           |                           |                           |                           | Virgin Rail Virgin Rail Group (49%) | Virgin Rail Virgin Rail Group (49%) | Virgin Rail Virgin Rail Group (49%) | Virgin Rail Virgin Rail Group (49%) | Virgin Rail Virgin Rail Group (49%) | Virgin Rail Virgin Rail Group (49%) |                 |                 |                 |                 | East Midlands Trains | East Midlands Trains | East Midlands Trains | East Midlands Trains | East Midlands Trains | East Midlands Trains |  |  |  |  |  |  |  |  |  |  |  |  |  |  |  |  |  |  |  |  |  |  |
|                                                         |                                                         |                                                         |                                                         |                                                         |                                                         |  |  |                          |                          |                          |                          |                          |                          |        |        |                         |                         |                         |                         |                         |                         |  |  |                                               |                                               |                                               |                                               |                                               |                                               |  |  |                           |                           |                           |                           |                           |                           |                                     |                                     |                                     |                                     |                                     |                                     |                 |                 |                 |                 |                      |                      |                      |                      |                      |                      |  |  |  |  |  |  |  |  |  |  |  |  |  |  |  |  |  |  |  |  |  |  |
| Stagecoach Manchester                                   | Stagecoach Manchester                                   | Stagecoach Manchester                                   | Stagecoach Manchester                                   | Stagecoach Manchester                                   | Stagecoach Manchester                                   |  |  | Stagecoach East Midlands | Stagecoach East Midlands | Stagecoach East Midlands | Stagecoach East Midlands | Stagecoach East Midlands | Stagecoach East Midlands |        |        | Stagecoach Oxfordshire  | Stagecoach Oxfordshire  | Stagecoach Oxfordshire  | Stagecoach Oxfordshire  | Stagecoach Oxfordshire  | Stagecoach Oxfordshire  |  |  | Stagecoach Cumbria & North Lancashire         | Stagecoach Cumbria & North Lancashire         | Stagecoach Cumbria & North Lancashire         | Stagecoach Cumbria & North Lancashire         | Stagecoach Cumbria & North Lancashire         | Stagecoach Cumbria & North Lancashire         |  |  |                           |                           | Virgin West Coast         | Virgin West Coast         | Virgin West Coast         | Virgin West Coast         | Virgin West Coast                   | Virgin West Coast                   |                                     |                                     |                                     |                                     |                 |                 |                 |                 | South West Trains    | South West Trains    | South West Trains    | South West Trains    | South West Trains    | South West Trains    |  |  |  |  |  |  |  |  |  |  |  |  |  |  |  |  |  |  |  |  |  |  |
| Stagecoach Manchester                                   | Stagecoach Manchester                                   | Stagecoach Manchester                                   | Stagecoach Manchester                                   | Stagecoach Manchester                                   | Stagecoach Manchester                                   |  |  | Stagecoach East Midlands | Stagecoach East Midlands | Stagecoach East Midlands | Stagecoach East Midlands | Stagecoach East Midlands | Stagecoach East Midlands |        |        | Stagecoach Oxfordshire  | Stagecoach Oxfordshire  | Stagecoach Oxfordshire  | Stagecoach Oxfordshire  | Stagecoach Oxfordshire  | Stagecoach Oxfordshire  |  |  | Stagecoach Cumbria & North Lancashire         | Stagecoach Cumbria & North Lancashire         | Stagecoach Cumbria & North Lancashire         | Stagecoach Cumbria & North Lancashire         | Stagecoach Cumbria & North Lancashire         | Stagecoach Cumbria & North Lancashire         |  |  |                           |                           | Virgin West Coast         | Virgin West Coast         | Virgin West Coast         | Virgin West Coast         | Virgin West Coast                   | Virgin West Coast                   |                                     |                                     |                                     |                                     |                 |                 |                 |                 | South West Trains    | South West Trains    | South West Trains    | South West Trains    | South West Trains    | South West Trains    |  |  |  |  |  |  |  |  |  |  |  |  |  |  |  |  |  |  |  |  |  |  |
|                                                         |                                                         |                                                         |                                                         |                                                         |                                                         |  |  |                          |                          |                          |                          |                          |                          |        |        |                         |                         |                         |                         |                         |                         |  |  |                                               |                                               |                                               |                                               |                                               |                                               |  |  |                           |                           |                           |                           |                           |                           |                                     |                                     |                                     |                                     |                                     |                                     |                 |                 |                 |                 |                      |                      |                      |                      |                      |                      |  |  |  |  |  |  |  |  |  |  |  |  |  |  |  |  |  |  |  |  |  |  |
| Stagecoach Cambridge & Stagecoach Peterborough          | Stagecoach Cambridge & Stagecoach Peterborough          | Stagecoach Cambridge & Stagecoach Peterborough          | Stagecoach Cambridge & Stagecoach Peterborough          | Stagecoach Cambridge & Stagecoach Peterborough          | Stagecoach Cambridge & Stagecoach Peterborough          |  |  | Stagecoach Wales         | Stagecoach Wales         | Stagecoach Wales         | Stagecoach Wales         | Stagecoach Wales         | Stagecoach Wales         |        |        | Stagecoach West         | Stagecoach West         | Stagecoach West         | Stagecoach West         | Stagecoach West         | Stagecoach West         |  |  | Stagecoach Warwickshire                       | Stagecoach Warwickshire                       | Stagecoach Warwickshire                       | Stagecoach Warwickshire                       | Stagecoach Warwickshire                       | Stagecoach Warwickshire                       |  |  |                           |                           |                           |                           |                           |                           |                                     |                                     |                                     |                                     |                                     |                                     |                 |                 |                 |                 | Sheffield Supertram  | Sheffield Supertram  | Sheffield Supertram  | Sheffield Supertram  | Sheffield Supertram  | Sheffield Supertram  |  |  |  |  |  |  |  |  |  |  |  |  |  |  |  |  |  |  |  |  |  |  |
| Stagecoach Cambridge & Stagecoach Peterborough          | Stagecoach Cambridge & Stagecoach Peterborough          | Stagecoach Cambridge & Stagecoach Peterborough          | Stagecoach Cambridge & Stagecoach Peterborough          | Stagecoach Cambridge & Stagecoach Peterborough          | Stagecoach Cambridge & Stagecoach Peterborough          |  |  | Stagecoach Wales         | Stagecoach Wales         | Stagecoach Wales         | Stagecoach Wales         | Stagecoach Wales         | Stagecoach Wales         |        |        | Stagecoach West         | Stagecoach West         | Stagecoach West         | Stagecoach West         | Stagecoach West         | Stagecoach West         |  |  | Stagecoach Warwickshire                       | Stagecoach Warwickshire                       | Stagecoach Warwickshire                       | Stagecoach Warwickshire                       | Stagecoach Warwickshire                       | Stagecoach Warwickshire                       |  |  |                           |                           |                           |                           |                           |                           |                                     |                                     |                                     |                                     |                                     |                                     |                 |                 |                 |                 | Sheffield Supertram  | Sheffield Supertram  | Sheffield Supertram  | Sheffield Supertram  | Sheffield Supertram  | Sheffield Supertram  |  |  |  |  |  |  |  |  |  |  |  |  |  |  |  |  |  |  |  |  |  |  |
|                                                         |                                                         |                                                         |                                                         |                                                         |                                                         |  |  |                          |                          |                          |                          |                          |                          |        |        |                         |                         |                         |                         |                         |                         |  |  |                                               |                                               |                                               |                                               |                                               |                                               |  |  |                           |                           |                           |                           |                           |                           |                                     |                                     |                                     |                                     |                                     |                                     |                 |                 |                 |                 |                      |                      |                      |                      |                      |                      |  |  |  |  |  |  |  |  |  |  |  |  |  |  |  |  |  |  |  |  |  |  |
| Stagecoach South                                        | Stagecoach South                                        | Stagecoach South                                        | Stagecoach South                                        | Stagecoach South                                        | Stagecoach South                                        |  |  | Stagecoach East Kent     | Stagecoach East Kent     | Stagecoach East Kent     | Stagecoach East Kent     | Stagecoach East Kent     | Stagecoach East Kent     |        |        | Stagecoach South West   | Stagecoach South West   | Stagecoach South West   | Stagecoach South West   | Stagecoach South West   | Stagecoach South West   |  |  | Stagecoach East                               | Stagecoach East                               | Stagecoach East                               | Stagecoach East                               | Stagecoach East                               | Stagecoach East                               |  |  |                           |                           |                           |                           |                           |                           |                                     |                                     |                                     |                                     |                                     |                                     |                 |                 |                 |                 |                      |                      |                      |                      |                      |                      |  |  |  |  |  |  |  |  |  |  |  |  |  |  |  |  |  |  |  |  |  |  |
| Stagecoach South                                        | Stagecoach South                                        | Stagecoach South                                        | Stagecoach South                                        | Stagecoach South                                        | Stagecoach South                                        |  |  | Stagecoach East Kent     | Stagecoach East Kent     | Stagecoach East Kent     | Stagecoach East Kent     | Stagecoach East Kent     | Stagecoach East Kent     |        |        | Stagecoach South West   | Stagecoach South West   | Stagecoach South West   | Stagecoach South West   | Stagecoach South West   | Stagecoach South West   |  |  | Stagecoach East                               | Stagecoach East                               | Stagecoach East                               | Stagecoach East                               | Stagecoach East                               | Stagecoach East                               |  |  |                           |                           |                           |                           |                           |                           |                                     |                                     |                                     |                                     |                                     |                                     |                 |                 |                 |                 |                      |                      |                      |                      |                      |                      |  |  |  |  |  |  |  |  |  |  |  |  |  |  |  |  |  |  |  |  |  |  |
|                                                         |                                                         |                                                         |                                                         |                                                         |                                                         |  |  |                          |                          |                          |                          |                          |                          |        |        |                         |                         |                         |                         |                         |                         |  |  |                                               |                                               |                                               |                                               |                                               |                                               |  |  |                           |                           |                           |                           |                           |                           |                                     |                                     |                                     |                                     |                                     |                                     |                 |                 |                 |                 |                      |                      |                      |                      |                      |                      |  |  |  |  |  |  |  |  |  |  |  |  |  |  |  |  |  |  |  |  |  |  |
|                                                         |                                                         |                                                         |                                                         |                                                         |                                                         |  |  | Stagecoach Yorkshire     | Stagecoach Yorkshire     | Stagecoach Yorkshire     | Stagecoach Yorkshire     | Stagecoach Yorkshire     | Stagecoach Yorkshire     |        |        | Stagecoach Lincolnshire | Stagecoach Lincolnshire | Stagecoach Lincolnshire | Stagecoach Lincolnshire | Stagecoach Lincolnshire | Stagecoach Lincolnshire |  |  | Stagecoach in The Fens                        | Stagecoach in The Fens                        | Stagecoach in The Fens                        | Stagecoach in The Fens                        | Stagecoach in The Fens                        | Stagecoach in The Fens                        |  |  |                           |                           |                           |                           |                           |                           |                                     |                                     |                                     |                                     |                                     |                                     |                 |                 |                 |                 |                      |                      |                      |                      |                      |                      |  |  |  |  |  |  |  |  |  |  |  |  |  |  |  |  |  |  |  |  |  |  |
|                                                         |                                                         |                                                         |                                                         |                                                         |                                                         |  |  | Stagecoach Yorkshire     | Stagecoach Yorkshire     | Stagecoach Yorkshire     | Stagecoach Yorkshire     | Stagecoach Yorkshire     | Stagecoach Yorkshire     |        |        | Stagecoach Lincolnshire | Stagecoach Lincolnshire | Stagecoach Lincolnshire | Stagecoach Lincolnshire | Stagecoach Lincolnshire | Stagecoach Lincolnshire |  |  | Stagecoach in The Fens                        | Stagecoach in The Fens                        | Stagecoach in The Fens                        | Stagecoach in The Fens                        | Stagecoach in The Fens                        | Stagecoach in The Fens                        |  |  |                           |                           |                           |                           |                           |                           |                                     |                                     |                                     |                                     |                                     |                                     |                 |                 |                 |                 |                      |                      |                      |                      |                      |                      |  |  |  |  |  |  |  |  |  |  |  |  |  |  |  |  |  |  |  |  |  |  |

## Compagnie operanti nel Regno Unito
Di seguito sono riportati i dettagli delle divisioni operative di Stagecoach. Il centro di ciascuna regione di funzionamento è illustrato in parentesi. I nomi legali delle società sono elencati accanto ai nomi commerciali per la società.

### Trasporti viari

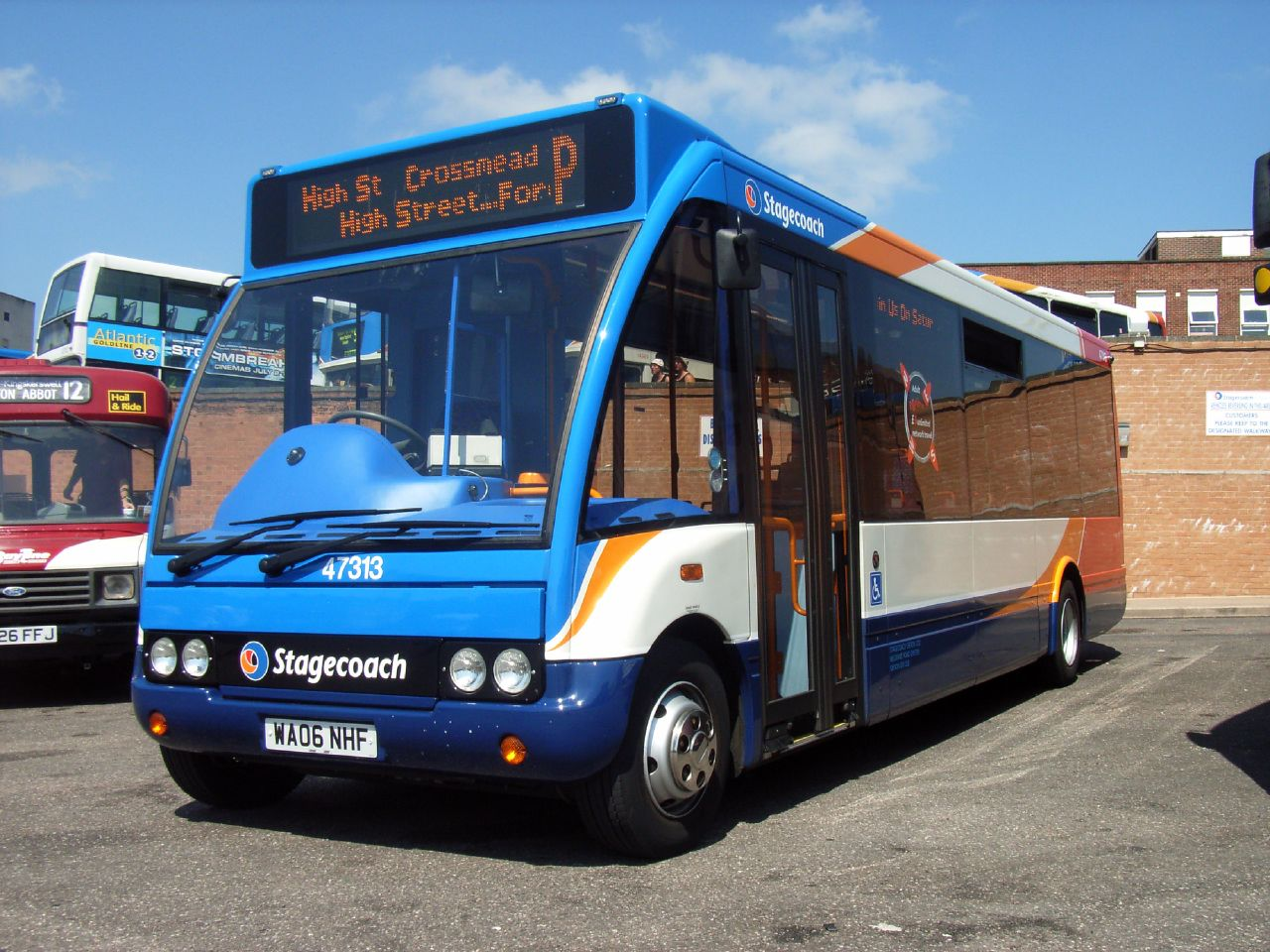
Optare Solo, della divisione Stagecoach Devon

- Stagecoach Devon: Stagecoach controlla le operazioni nel Devon attraverso Stagecoach Devon. La sede si trova a Exeter.
- Stagecoach East: Stagecoach controlla le operazioni nell'East attraverso Stagecoach East. La sede si trova a Cambridge.
- Stagecoach East Midlands: Stagecoach controlla le operazioni nella zona dell'East Midlands attraverso Stagecoach East Midlands. La sede si trova a Lincoln.
- Stagecoach East Scotland: Stagecoach controlla le operazioni nella Scozia orientale attraverso Stagecoach East Scotland. La sede si trova a Kirkcaldy.
- Stagecoach Highlands: Stagecoach controlla le operazioni negli Highlands scozzesi attraverso Stagecoach Highlands. La sede si trova a Inverness.

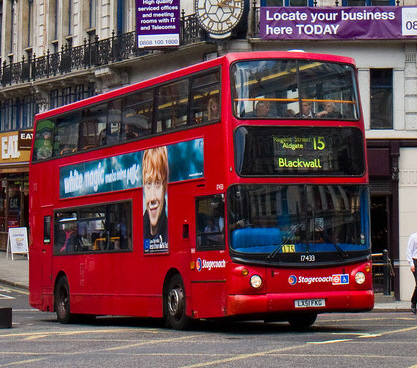
Alexander ALX400 con carrozzeria Dennis Trident 2, della divisione East London

- Stagecoach London: Stagecoach controlla le operazioni nella Grande Londra attraverso Stagecoach London. Stagecoach ha acquistato le divisioni East London e Selkent del London Buses quando furono privatizzate nel 1994. Entrambi operano servizi offerti da Transport for London. Decidendo di concentrarsi sulla crescita organica per le sue operazioni di autobus nel Regno Unito, e citando la rigidità del sistema di gara presso Londra, il 31 agosto 2006, per £263,6 milioni, le operazioni di autobus di Londra sono stati venduti alla società Macquarie Group, la quale ha continuato ad utilizzare il marchio Stagecoach per un periodo limitato in licenza, mentre Stagecoach fornisce supporto amministrativo ed altri supporti per un periodo transitorio di 12 mesi dalla vendita. La Macquarie Bank ha mantenuto, tuttavia, i marchi nella loro originale nomenclatura, ossia East London e Selkent, seppur aggiornati. Nell'ottobre del 2010 Stagecoach ha riacquistato le sue vecchie operazioni a Londra da Macquarie Bank per £59,5 milioni.[20]
- Stagecoach Manchester: Stagecoach controlla le operazioni nella Grande Manchester attraverso Stagecoach Manchester. La sede si trova a Manchester.

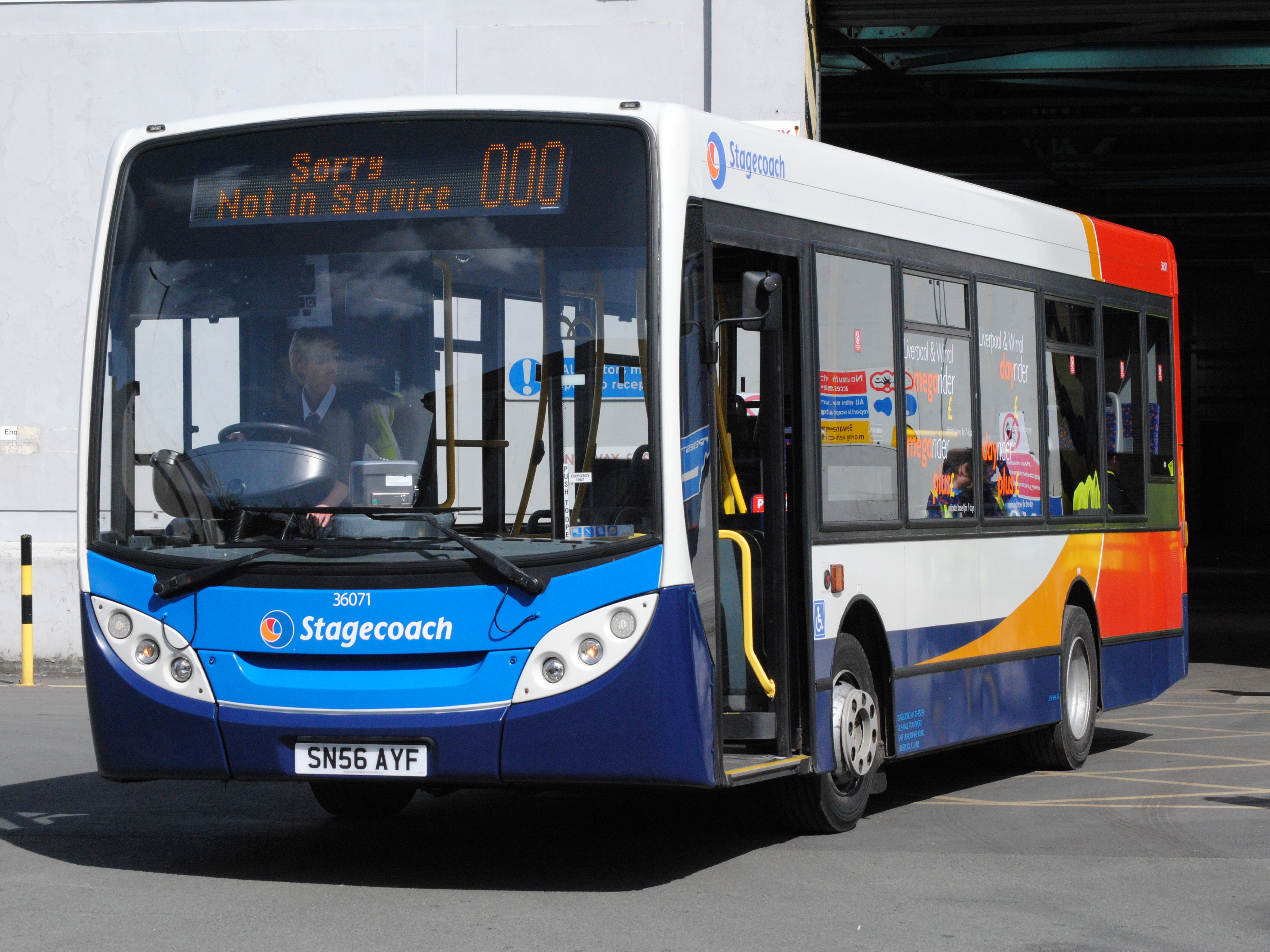
Alexander Dennis Enviro 200, della divisione Stagecoach Merseyside

- Stagecoach Merseyside: Stagecoach controlla le operazioni nel Merseyside attraverso Stagecoach Merseyside. La sede si trova a Liverpool.
- Stagecoach Midlands: Stagecoach controlla le operazioni nel Warwickshire attraverso Stagecoach in Warwickshire e nel Northamptonshire attraverso Stagecoach in Northants. Le sedi si trovano a Rugby.
- Stagecoach North East: Stagecoach controlla le operazioni nel Nord Est dell'Inghilterra attraverso Stagecoach North East. La sede si trova a Sunderland.
- Stagecoach North West: Stagecoach controlla le operazioni nel Nord Ovest dell'Inghilterra attraverso Stagecoach North West. La sede si trova a Carlisle.
- Stagecoach Oxfordshire: Stagecoach controlla le operazioni in Oxfordshire attraverso Stagecoach in Oxfordshire. La sede si trova a Oxford.
- Stagecoach Sheffield: Stagecoach controlla le operazioni a Sheffield attraverso Stagecoach Sheffield. La sede si trova a Sheffield.
- Stagecoach South: Stagecoach controlla le operazioni nel Sud dell'Inghilterra attraverso Stagecoach South. La sede si trova a Chichester.
- Stagecoach South East (o Stagecoach de Cymru): Stagecoach controlla le operazioni nell'East Sussex e nell'East Kent attraverso Stagecoach South East. La sede si trova presso l'autostazione di Canterbury.
- Stagecoach Wales: Stagecoach controlla le operazioni in Galles attraverso Stagecoach Wales. La sede si trova a Cwmbran.
- Stagecoach West: Stagecoach controlla le operazioni nel Ovest dell'Inghilterra attraverso Stagecoach West. La sede si trova a Gloucester.
- Stagecoach West Scotland: Stagecoach controlla le operazioni nella Scozia orientale attraverso Stagecoach West Scotland. La sede si trova a Ayr.
- Stagecoach Yorkshire: Stagecoach controlla le operazioni nello Yorkshire attraverso Stagecoach Yorkshire. La sede si trova a Barnsley.

#### Marchi

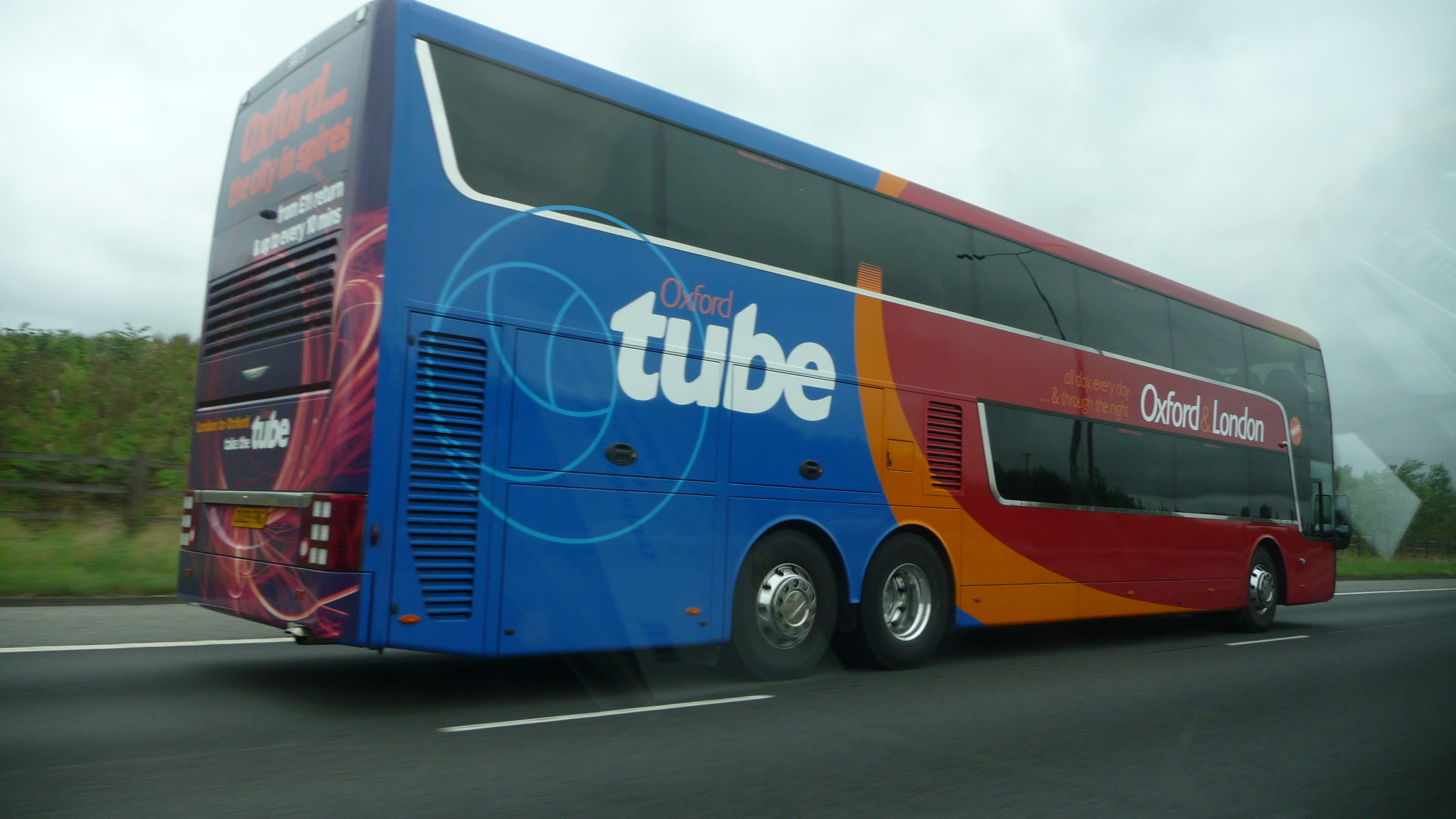
Van Hool T9 Astromega del servizio Oxford Tube

Oltre alle ordinarie operazioni e servizi viari, la divisione dei trasporti viari del Regno Unito del Stagecoach Group opera alcuni servizi attraverso i seguenti marchi:
- Stagecoach Express, un servizio di autobus espressi che opera principalmente tra città in cui opera Stagecoach (ad esempio tra Sheffield e Chesterfield) senza competere con National Express, ma in collaborazione con questa, tant'è che i biglietti sono disponibili attraverso il sito web della National Express.
- Oxford Tube, un servizio, gestito da Stagecoach Oxfordshire, di autobus espressi che offre servizi ad alta frequenza, 24 ore su 24, da Oxford a Londra.
- Citi, operante a Cambridge, Exeter, Gloucester, Peterborough e Preston.
- Stagecoach Gold, un servizio di autobus di lusso progettato per attirare gli automobilisti della classe media.

### Ferrovie

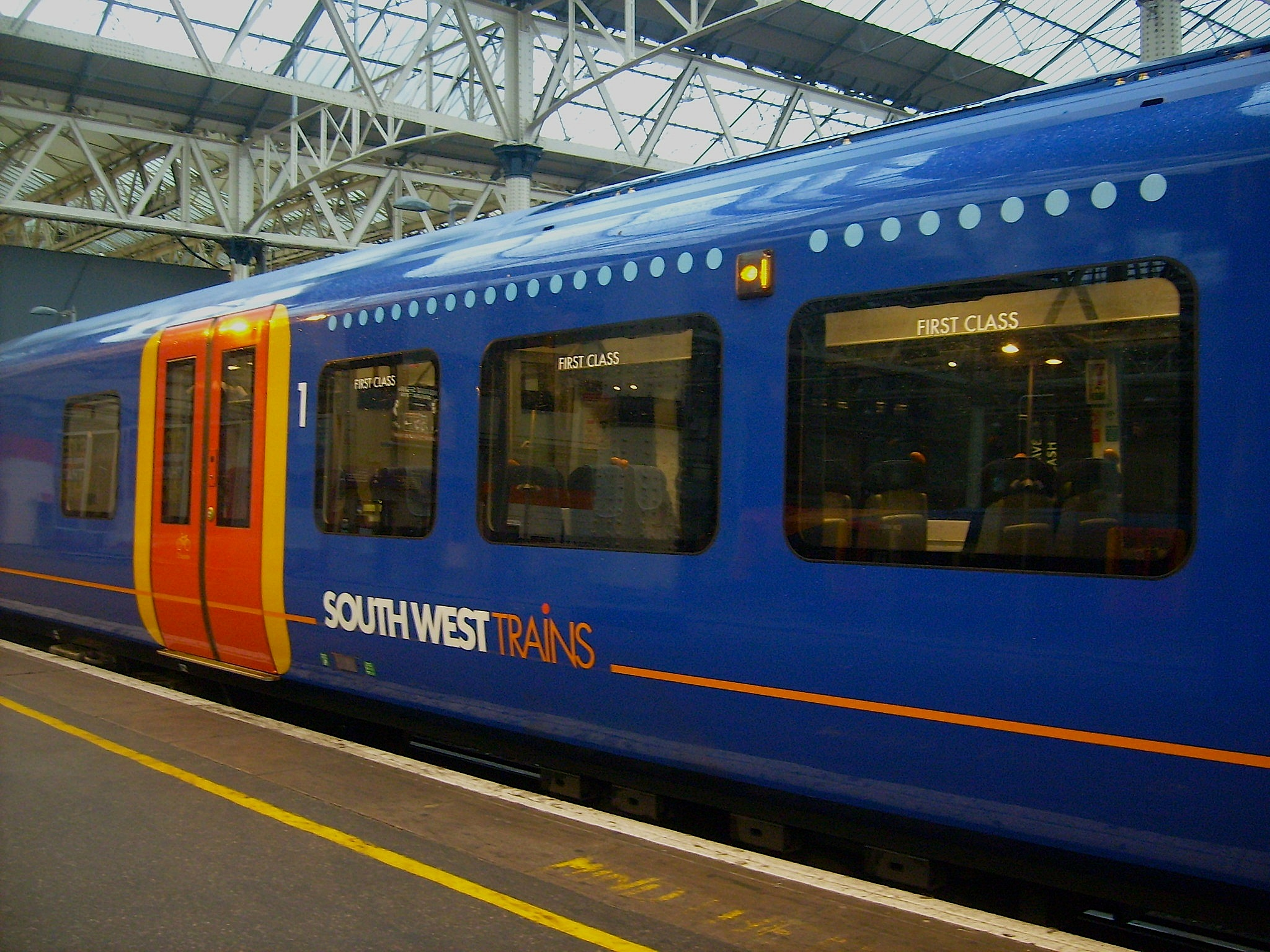
Classe 450 del servizio South West Trains

- South West Trains, franchise gestito da Stagecoach Group dal febbraio 1996.[21]
- East Midlands Trains, franchise gestito da Stagecoach Group dal novembre 2007.[22]
- Virgin Trains, compagnia posseduta per il 49% da Stagecoach Group e per il 51% da Virgin Group.
- Island Line Trains, compagnia che controlla il sistema ferroviario sull'Isola di Wight, gestito da Stagecoach dall'ottobre 1996; anche se dal febbraio 2007, questa compagnia è stata fusa con la South West Trains, il marchio Island Line Trains continua a essere utilizzato.[23]

### Ferrovie Leggere
Stagecoach Supertram: Stagecoach ha operato il Supertram di Sheffield sotto la concessione del South Yorkshire Passenger Transport Executive a partire dal 1997. La sua utenza media giornaliera è di 33 700, pari a oltre 12 milioni di utenti all'anno, ben al di sopra delle aspettative iniziali. Ci sono tre linee e piani futuri prevedono di raggiungere Rotherham, Broomhill, Dore, Fulwood e Maltby.

## Compagnie operanti nel Nord America
- Coach USA
- Megabus
- Coach Canada

## Compagnie low cost
- Magic Bus
- Megabus
- Megatrain